# 능평초등학교
능평초등학교(陵坪初等學校)는 대한민국 경기도 광주시에 있는 공립 초등학교이다.

## 학교 연혁
- 2023년 3월 1일 : 개교